# 정글북 (1942년 영화)
《정글북》(Rudyard Kipling's Jungle Book, Jungle Book)은 미국에서 제작된 졸탄 코다 감독의 1942년 판타지, 액션, 모험 영화이다. 사부 등이 주연으로 출연하였고 알렉산더 코르다 등이 제작에 참여하였다.

## 출연

### 주연
- 사부

### 조연
- 조셉 칼레이아
- 존 쿠알른
- 프랭크 푸글리아
- 로즈마리 드 캠프
- 패트리샤 오루크
- 랠프 버드
- 존 마더
- 페이스 브룩
- 노블 존슨

## 기타
- 원작자: 러디어드 키플링
- 미술: 빈센트 코르다